# Alessia Maurelli
Alessia Maurelli (Rivoli, 22 de agosto de 1996) é uma ginasta italiana, medalhista olímpica.

## Carreira
Maurelli conquistou a medalha de bronze nos Jogos Olímpicos de Verão de 2020 em Tóquio na prova feminina por equipes da ginástica rítmica, ao lado de Martina Centofanti, Agnese Duranti, Daniela Mogurean e Martina Santandrea, com um total de 87.700 pontos na sua performance.